# 姪浜ドライビングスクール
姪浜ドライビングスクール（めいのはまドライビングスクール）は、福岡県福岡市西区にある株式会社サワライズが運営する自動車教習所。福岡県公安委員会指定。

## 概要
福岡市地下鉄姪浜駅からほど近い国道202号線（明治通り）沿いの敷地内に、4輪コースと2輪コースを有する。イオンモール福岡伊都内に営業所を開設しており、入校受付を行なっている。

## 沿革
- 1962年（昭和37年）1月 - 幌加内鑛業株式会社が姪浜自動車教習所を開設。[1]
- 2001年（平成13年）9月 - 姪浜ドライビングスクールに名称変更。
- 2008年（平成20年）7月 - 二輪コースをリニューアル。

## 取得可能な免許
- 普通自動車
- 大型自動二輪
- 普通自動二輪
- 普通自動二輪（小型限定）

## 所在地
- 〒819-0002 福岡県福岡市西区姪の浜1丁目1-67

## 交通アクセス
- 福岡市地下鉄空港線 室見駅・姪浜駅より徒歩8分。
- 西鉄バス「姪浜二丁目」バス停下車